# Cosmin Contra
Cosmin Marius Contra (Timişoara,  15 de diciembre de 1975) es un  exfutbolista y entrenador rumano nacionalizado español que jugaba de defensa y su primer equipo fue el FC Timişoara. Actualmente dirige al Al-Kholood de la Liga Profesional Saudí.

## Trayectoria como jugador

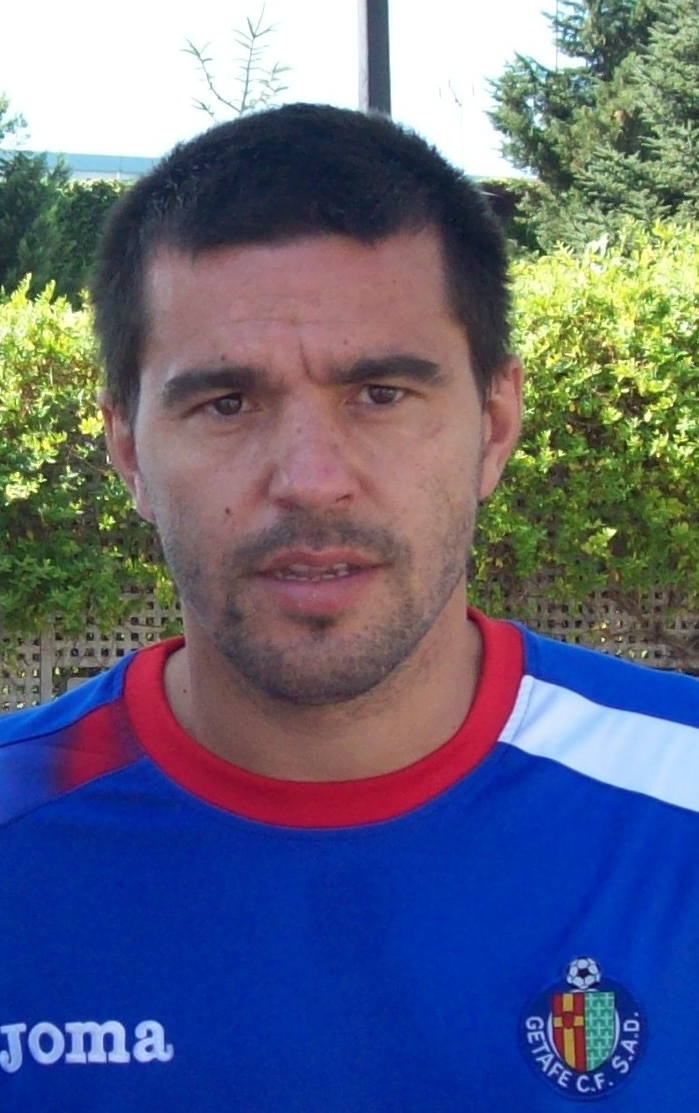
Contra el Getafe en 2009.

Contra debutó a nivel profesional en 1994, formando parte del Politehnica Timişoara. 
Formó parte del histórico Deportivo Alavés que perdió la final de la UEFA ante el Liverpool, lo que le valió para fichar por el AC Milan. También jugó en el Atlético de Madrid.
Siendo jugador del Getafe Club de Fútbol participó en la Copa de la UEFA en 2008, quedando eliminado por el Bayern de Múnich en cuartos de final. Se retiró en 2010, jugando en el FC Timişoara.
Selección nacional
Contra ha sido internacional con la selección de fútbol de Rumania en 73 partidos, marcando 7 goles. Participó en la Eurocopa 2000 y la Eurocopa 2008. Debutó en una victoria sobre la selección de fútbol de Georgia (5-0) en abril de 1996. Participó en el Europeo sub-21 de 1998, celebrado en su país, y donde anotó un gol contra la selección de fútbol sub-21 de los Países Bajos.

## Trayectoria como entrenador
FC Timişoara
En 2010 comenzaría su aventura en el mundo de los banquillos dirigiendo al FC Timişoara de su país.
CF Fuenlabrada y FC Petrolul Ploiești
En la temporada 2012-13, comenzó entrenando al CF Fuenlabrada; pero tras unos pocos meses abandonaría el club madrileño para firmar por el FC Petrolul Ploiești de la primera división de su país, sucediendo a Mircea Rednic, nuevo entrenador del Standard de Lieja.
Getafe CF
El 10 de marzo de 2014, se convirtió en nuevo entrenador del Getafe CF, reemplazando a Luis García Plaza, el cual llevaba una muy mala racha con el equipo azulón. Finalmente, el equipo madrileño logró la permanencia en Primera División en la última jornada de Liga. Siguió en el banquillo del Coliseum de Getafe durante las 17 primeras jornadas de la Liga 2014-15.
Guangzhou R&F
El 18 de diciembre de 2014, se anunció su llegada al Guangzhou R&F a partir de enero de 2015. Fue despedido en julio de 2015, atravesando una mala racha de una victoria en 13 partidos y después de caer eliminado de la Copa de China y de la Liga de Campeones de Asia.
AD Alcorcón
El 15 de junio de 2016, firmó un contrato por una temporada con la AD Alcorcón de la Segunda División de España. Fue cesado en sus funciones el 12 de octubre del mismo año, tras sumar 9 puntos en 9 partidos de Liga, dejando al conjunto alfarero en puestos de descenso. Mejor rendimiento mostró en la Copa del Rey, donde superó las dos rondas disputadas.
Dinamo de Bucarest
El 15 de febrero de 2017, fue confirmado como nuevo técnico del Dinamo de Bucarest.
Selección de Rumania
El 22 de septiembre de 2017, sustituyó a Christoph Daum como nuevo seleccionador de Rumania. Abandonó el cargo en noviembre de 2019 tras no clasificarse para la Eurocopa 2020.
Al-Ittihad
El 30 de agosto de 2021, firma por el Al-Ittihad Jeddah Club de la Primera División de Arabia Saudita. El 4 de julio de 2022, fue destituido de su cargo después de perder el título de Liga contra el Al-Hilal al que sacaba 11 puntos de ventaja, fue sustituido por Nuno Espirito Santo.
Damac
El 6 de marzo de 2023, Contra fue nombrado entrenador del club Damac de Arabia Saudita.En diciembre de 2024, fue relevado de sus funciones y reemplazado por Nuno Almeida.
Al-Kholood
El 2 de julio de 2025, asumió al frente del Al-Kholood.

## Clubes

### Como jugador
| Club                          | País       | Periodo   |
| ----------------------------- | ---------- | --------- |
| Politehnica Timişoara         | Rumania    | 1994-1996 |
| Dinamo de Bucarest            | Rumania    | 1996-1999 |
| Deportivo Alavés              | España     | 1999-2001 |
| AC Milan                      | Italia     | 2001-2002 |
| Club Atlético de Madrid       | España     | 2002-2005 |
| West Bromwich Albion (cedido) | Inglaterra | 2004      |
| FC Timişoara (cedido)         | Rumania    | 2005      |
| Getafe CF                     | España     | 2005-2010 |
| FC Timişoara                  | Rumania    | 2010      |

### Como entrenador
| Club                 | País           | Año           | P   | PG  | PE | PP | Rendimiento |
| -------------------- | -------------- | ------------- | --- | --- | -- | -- | ----------- |
| Timişoara            | Rumania        | 2010          | 14  | 7   | 6  | 1  | 64.29%      |
| Fuenlabrada          | España         | 2012          | 11  | 5   | 3  | 3  | 54.54%      |
| Petrolul Ploieşti    | Rumania        | 2012-2014     | 58  | 33  | 20 | 5  | 68.39%      |
| Getafe               | España         | 2014-2015     | 30  | 10  | 8  | 12 | 42.22%      |
| Guangzhou R&F        | China          | 2015          | 30  | 9   | 7  | 14 | 37.78%      |
| AD Alcorcón          | España         | 2016          | 11  | 4   | 3  | 4  | 45.45%      |
| Dinamo de Bucarest   | Rumania        | 2017          | 28  | 15  | 7  | 6  | 61.9%       |
| Selección de Rumania | Rumania        | 2017-2019     | 24  | 13  | 6  | 5  | 62.5%       |
| Dinamo de Bucarest   | Rumania        | 2020          | 11  | 3   | 2  | 6  | 33.33%      |
| Al-Ittihad           | Arabia Saudita | 2021-2022     | 30  | 20  | 5  | 5  | 72.23%      |
| Damac                | Arabia Saudita | 2023-2024     | 64  | 21  | 17 | 26 | 41.66%      |
| Al-Kholood           | Arabia Saudita | 2025-presente | 0   | 0   | 0  | 0  | 0%          |
| Total                | Total          | Total         | 311 | 140 | 84 | 87 | 54.02%      |

## Palmarés

### Como entrenador
| Título                     | Club               | País    | Año  |
| -------------------------- | ------------------ | ------- | ---- |
| Copa de Rumania            | Petrolul Ploiești  | Rumania | 2013 |
| Copa de la liga de Rumania | Dinamo de Bucarest | Rumania | 2017 |

### Distinciones individuales
| Premio                    | Año  |
| ------------------------- | ---- |
| Equipo del año UEFA       | 2001 |
| Futbolista Rumano del año | 2001 |